# Ksabi
Ksabi est une commune de la wilaya de Béni Abbès en Algérie.

## Géographie

### Situation
Le territoire de la commune de Ksabi est situé au sud-est de la wilaya de Béchar. Son chef lieu est situé à 391 km au sud-est de Béchar.
|         | Ouled Khoudir           |                          |
| Timoudi | Ksabi                   | Talmine (Wilaya d'Adrar) |
|         | Tsabit (Wilaya d'Adrar) |                          |

### Relief et hydrographie
La ville de Ksabi est située au sud-est du chott de Sebkha de Kerzzaz.

### Localités de la commune
Lors du découpage administratif de 1984, la commune de Ksabi est constituée des localités suivantes :
- Ksabi
- Timgharine
- Hassi Abdallah
- Bent Cherk

### Transports
La commune de Ksabi est traversée par la route nationale 6 (RN 6), dite « route des Oasis », qui relie la ville de Sig, située au nord-ouest de l'Algérie, à la ville de Timiaouine, située à l’extrême sud de l'Algérie à la frontière avec le Mali, via Béchar et Adrar.